# شیموت
سیموت (انگلیسی: Simut) یا شیموت یکی از ایزدان تمدن ایلام بود. از وی به عنوان هاتف و پیام‌آور خدایان یاد می‌گردید و طالع وی منتسب به سیاره مریخ بود. سیموت همچنین در بین‌النهرین نیز پرستش می‌گردید. مقام و منزلت وی در آنجا، همسنگ با نرگال، ایزد جنگ و جنگاوری بود. در دوران بابلی میانه و در منابع امپراتوری قدیم بابلی، با نام شیموت نامیده شده‌است هر چند، در منابع امپراتوری آشوری نو نام وی به صورت شومودو نوشته شده‌است.